# Allodia boracensis
Allodia boracensis är en tvåvingeart som först beskrevs av Lane 1962.  Allodia boracensis ingår i släktet Allodia och familjen svampmyggor. Inga underarter finns listade i Catalogue of Life.